# Sarah Myriam Mazouz

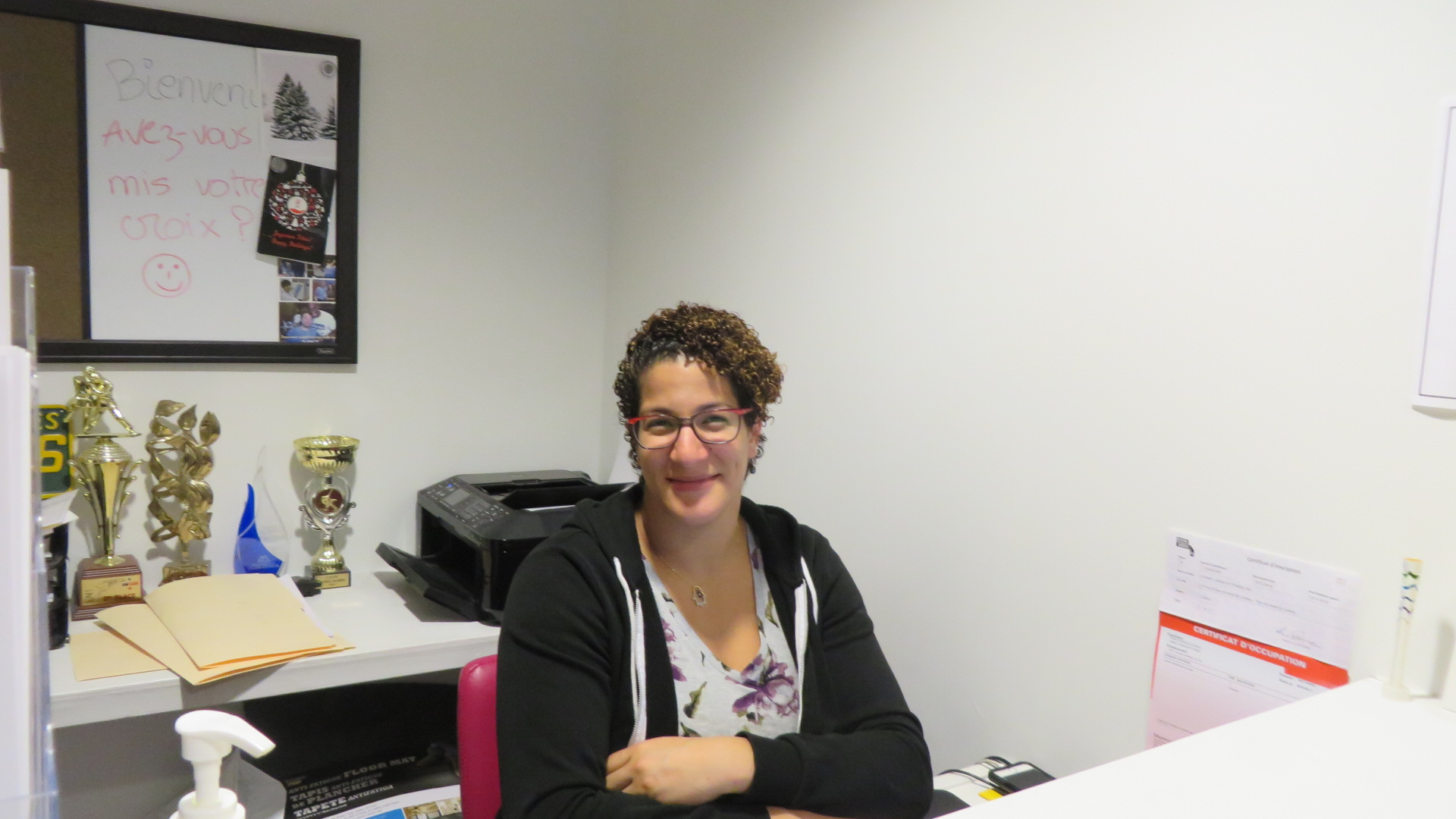

Sarah Myriam Mazouz (sinh ngày 29 tháng 4 năm 1987) là một judoka người Gabon. Cô đã tham dự Thế vận hội Mùa hè 2016 trong nội dung 78 kg nữ, trong đó cô đã bị loại ở vòng hai bởi Natalie Powell.